# Distrikt Río Grande (Condesuyos)
Der Distrikt Río Grande liegt in der Provinz Condesuyos in der Region Arequipa in Südwest-Peru. Der Distrikt wurde am 23. April 1965 gegründet. Er besitzt eine Fläche von 533 km². Beim Zensus 2017 wurden 3567 Einwohner gezählt. Im Jahr 1993 lag die Einwohnerzahl bei 4786, im Jahr 2007 bei 3430. Die Distriktverwaltung befindet sich in der 505 m hoch gelegenen Ortschaft Iquipí mit 296 Einwohnern (Stand 2017). Iquipí liegt 52 km westsüdwestlich der Provinzhauptstadt Chuquibamba.

## Geographische Lage
Der Distrikt Río Grande erstreckt sich über die aride Hochfläche südlich der Cordillera Volcánica im äußersten Südwesten der Provinz Condesuyos.  Im Süden reicht er bis etwa 40 km an die Pazifikküste heran. Der Río Ocoña durchquert den Distrikt in südsüdwestlicher Richtung. Dessen linker Nebenfluss Quebrada Chorunga durchquert den Nordosten des Distrikts.
Der Distrikt Río Grande grenzt im Süden und im Südwesten an den Distrikt Mariano Nicolás Valcárcel (Provinz Camaná), im Westen an den Distrikt Caravelí (Provinz Caravelí), im Norden an den Distrikt Yanaquihua sowie im Osten an den Distrikt Andaray.